# 航空機エンジンの命名規則 (旧日本軍)
本項では、旧日本軍の発動機の命名規則について述べる。

## 帝国陸軍の命名規則
昭和8年以前は、皇紀年の末尾2桁と公称馬力を組み合わせ、九九式900馬力発動機等と呼称した。
昭和8年以降は、基本的に、機体を示すキ番号と同様に発動機を示すハ番号を開発順に付与した。ハ番号は1から52までは連続しており、以後は飛び飛びになっている。これは同系統の改良型エンジンを作ったためであり、例としてはハ45→ハ145→ハ245のように、改良が加えられるたびに100番台に番号を付与したためである。この命名規則は、戦争後期になると陸海軍統一番号へと発展した。

## 帝国海軍の命名規則

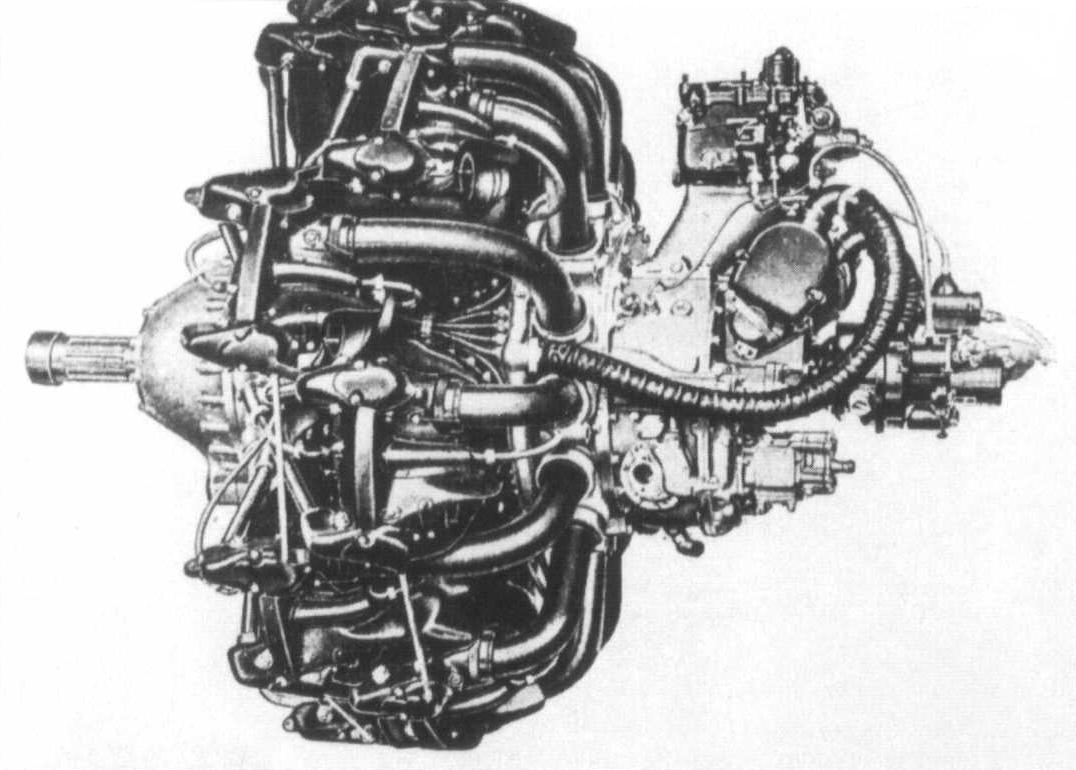
一式陸上攻撃機に搭載された火星一一型

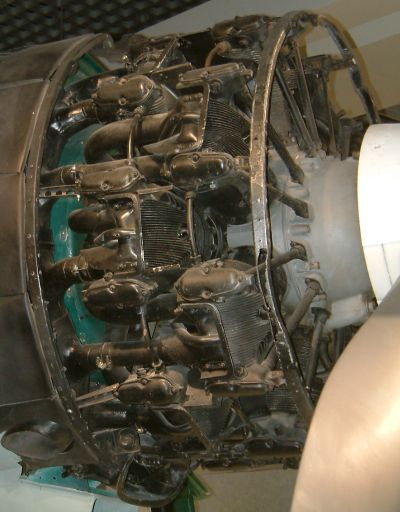
国立科学博物館において、カウルを外されて展示されている零戦の栄エンジン

海軍においては設計会社名の頭文字である設計会社記号に、空冷(k)もしくは液冷(E)の記号を付与した。さらに各航空機会社が、社内で設計するにあたって用いた名称(誉二一=NK9、金星四三=Mk8)などをも正式名として併用した。
- 会社記号は以下のとおり。

A：愛知航空機=神宮(熱田・アツタ)
M：三菱重工業=天体・星(瑞星・金星・火星・震天)
N：中島飛行機=慶事(寿・栄・誉)
G：瓦斯電（日立）=風(初風・天風)など

## 陸海軍統一名称
1943年4月以降に開発される発動機に関しては、陸海軍の機材資材の効率的運用を図るため、統一した名称のもとに発動機の開発計画が実施された。 
- 命名基準[1]

記号は発動機のハ番号とする。
第一位は1から9の数字で発動機の気筒類別を示す。
1=空冷列型(直列・倒立・V型等)
2=空冷単列星型
3=空冷複列星型14気筒
4=空冷複列星型18気筒
5=空冷複列星型22気筒および多列型
6=液冷V型12気筒
7=液冷多気筒
8=ジーゼルまたは2サイクル
9=特殊用途用(補助エンジン)
なおジェットエンジンは燃料噴射の略号であるネを付した。
第二位は開発番号を、三位以下は細部の変更をあらわした。過給機付きエンジンにあってはル記号を追加した。
- 例：ハ33(金星)=統一名称後、三菱で3番目に開発した空冷複列星型14気筒エンジン。ちなみに陸軍名はハ112、海軍記号はMK8。統一名を採用しても陸海軍それぞれ各々の名前をつけていた。